# Wolność (województwo pomorskie)
Wolność (niem.: Buschmühle) – kolonia w Polsce położona w województwie pomorskim, w powiecie chojnickim, w gminie Chojnice.
Do 1954 roku w granicach miasta Chojnice.

## Położenie
Wolność położona jest nad Jeziorem Charzykowskim, na terenie Zaborskiego Parku Krajobrazowego, gdzie  obecne są liczne pomniki przyrody, w linii prostej linii prostej pomiędzy Charzykowami a Czarnoszycami, dokładnie nad brzegiem jeziora, w najdalszej jego części zatoki, która jest także rezerwatem przyrody. 

Teren miejscowości otacza "Las Wolność", a na północ, nad jeziorem znajduje się Wzgórze Wolność (206 m n.p.m.) będące najwyższym wzniesieniem najbliższej okolicy. Ukształtowanie terenu  to wzniesienia morenowe pokryte przeważnie lasami bukowymi. 
Miejscowość jest częścią składową sołectwa Charzykowy.

## Turystyka
Osada również znajduje się na trasie szlaków turystycznych:
- rowerowego długości 45 km od Charzykowy Skarpa po Drzewicz.
- szlaku  im. Józefa Bruskiego o długości 27 km rozpoczynającego się w Charzykowach, na południowym krańcu jeziora, a kończącego się w Swornegaciach.